# WRME-LP
WRME-LP, canalul analogic 6 VHF, este un post de televiziune cu putere redusă licențiat în Chicago, Illinois, Statele Unite. Canalul audio al stației, care transmite la 87,75 MHz, se află în banda FM; ca rezultat, WRME-LP poate și funcționează ca un post de radio la 87,7 FM. Deținut de Venture Technologies Group și operat în temeiul unui acord de marketing local (LMA) de către Weigel Broadcasting, postul difuzează un format soft contemporan pentru adulți / oldies sub marca 87.7 MeTV FM, o extensie de marcă a rețelei de televiziune MeTV de la Weigel. Studiourile WRME-LP sunt amplasate cu sediul central al Weigel în cartierul Greektown din Chicago, în timp ce emițătorul se află deasupra Centrului John Hancock.